# Исландия на зимних Олимпийских играх 1998
Исландия принимала участие в зимних Олимпийских играх 1998 года в Нагано (Япония), но не завоевала ни одной медали.

## Состав и результаты

### Горнолыжный спорт
Мужчины
| Соревнование      | Спортсмены            | Время                    | Время          | Время          | Место          |
| Соревнование      | Спортсмены            | Скоростной спуск 1 спуск | Слалом 2 спуск | Всего          | Место          |
| ----------------- | --------------------- | ------------------------ | -------------- | -------------- | -------------- |
| гигантский слалом | Хёкур Арнорссон       | Не финишировал           | Не финишировал | Не финишировал | Не финишировал |
| гигантский слалом | Кристинн Бьёрнссон    | 1:25,47                  | Не финишировал | Не финишировал | Не финишировал |
| слалом            | Арнор Гюннарссон      | Не финишировал           | Не финишировал | Не финишировал | Не финишировал |
| слалом            | Хёкур Арнорссон       | Не финишировал           | Не финишировал | Не финишировал | Не финишировал |
| слалом            | Кристинн Бьёрнссон    | Не финишировал           | Не финишировал | Не финишировал | Не финишировал |
| слалом            | Свейнн Брайнджолфссон | 1:03,52                  | 1:02,66        | 2:06,18        | 25             |